# Rainbow (attraction)
Pour les articles homonymes, voir Rainbow.

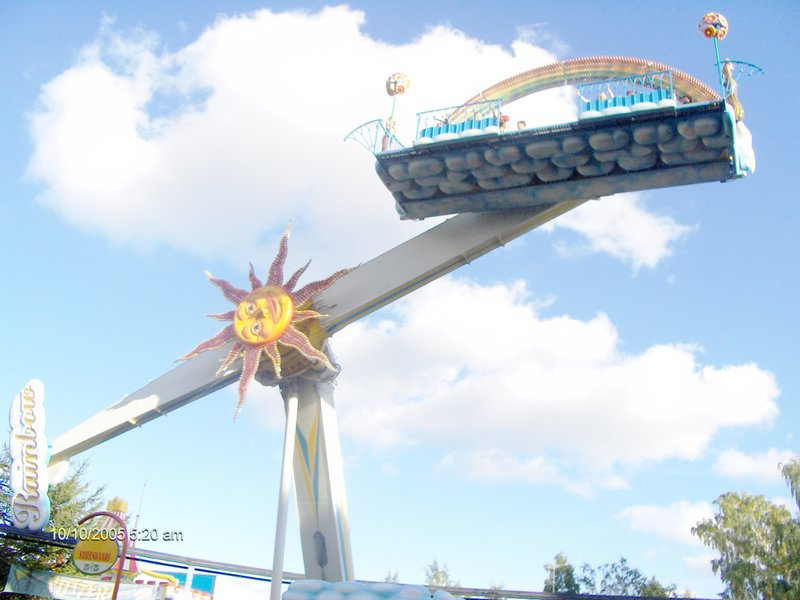
Rainbow à Linnanmäki.

Le Rainbow de Huss Park Attractions, aussi connu sous le nom 1001 Nachts de Weber ou Ali Baba d'A.R.M, est une attraction de type pendule, principalement utilisée dans les fêtes foraines et parfois les parcs d'attractions. La première version du Rainbow date de 1983. Ces attractions dérivent toutes du Ranger et différent par leurs capacités.

## Concept et opération
Chaque attraction consiste en un bras mobile attaché à un support métallique unique. Une nacelle est placée à une extrémité du bras tandis qu'un système de contrepoids se trouve à l'autre extrémité. La nacelle peut effectuer des mouvements circulaires d'abord pendulaires et parfois des rotations complètes.
La nacelle est attachée au bras par un système qui lui permet de toujours rester parallèle au sol et donc à l'inverse du Ranger, ne permet pas des inversions. Il est possible de stopper la nacelle dans n'importe quelle position.
L'attraction diffère du Tapis volant par le fait que le support est constitué d'un unique bras et non quatre bras formant un rectangle.
Les différences :
- La capacité :
  - la version Ali Baba emporte 22 personnes
  - la version Rainbow emporte 32 personnes
  - la version 1001 Nachts emporte 50 personnes
- La vitesse : La version 1001 Nachts de Weber possède un moteur lui permettant des mouvements plus rapides mais ce type d'attractions ne possède pas en principe un rythme reposant.
- Les systèmes de sécurité : Le Rainbow possède une simple barre montant du sol jusqu'au niveau des jambes tandis que les deux autres disposent de barres de métals descendant de derrière la tête jusqu'au ventre.
- La hauteur : Le Rainbow fait 26 m de haut.

## Attractions similaires
- Falling Star : La société Chance Rides avait conçu une version plus douce du Rainbow, mais n'en produit plus. Le système de sécurité était par le dessus.
- Joker : La société Zamperla produit, sous le nom de Joker, une version plus lente du Rainbow mais embarquant 34 personnes en utilisant un système de sécurité par le haut.

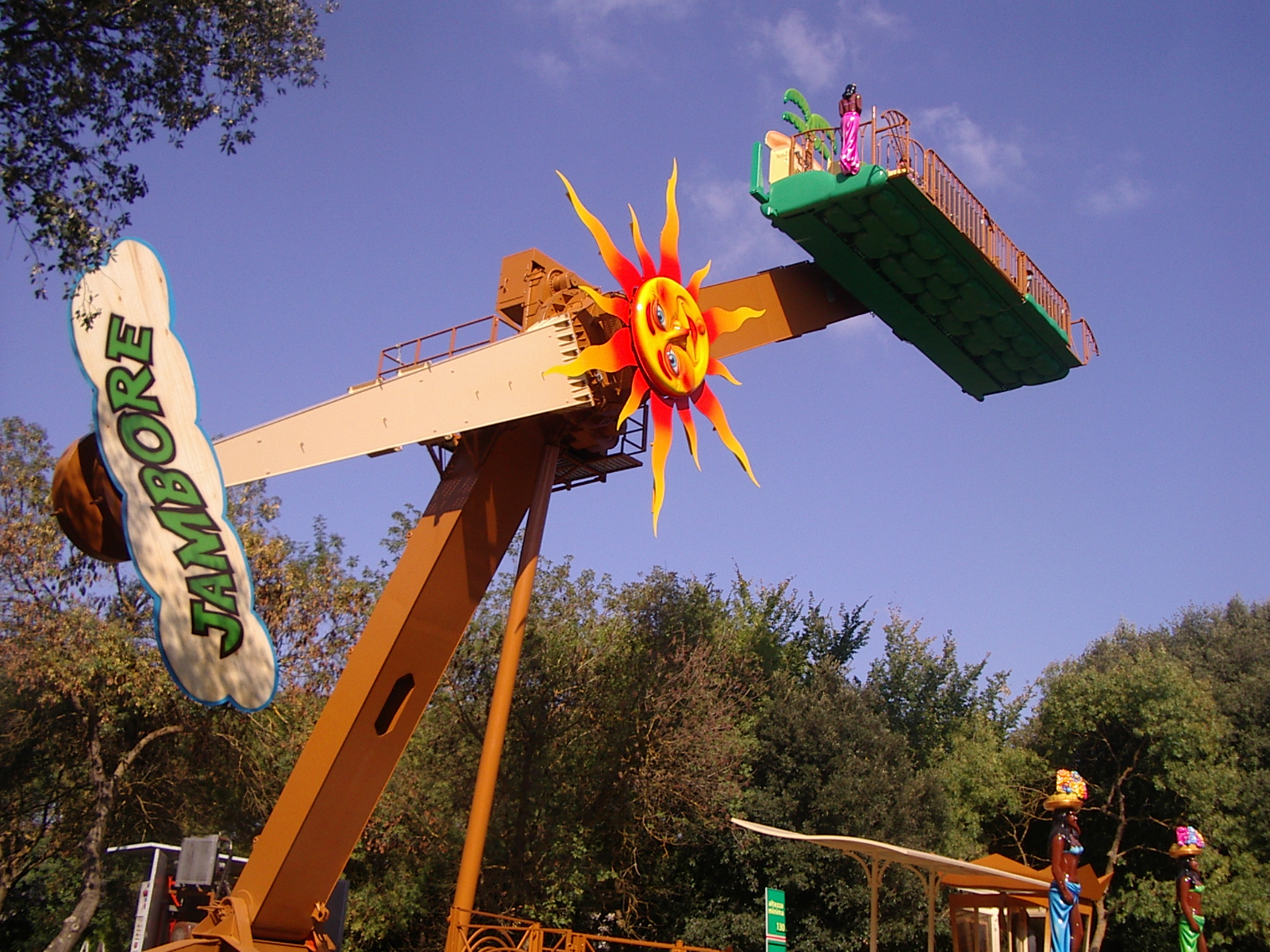
Jambore à Cavallino Matto
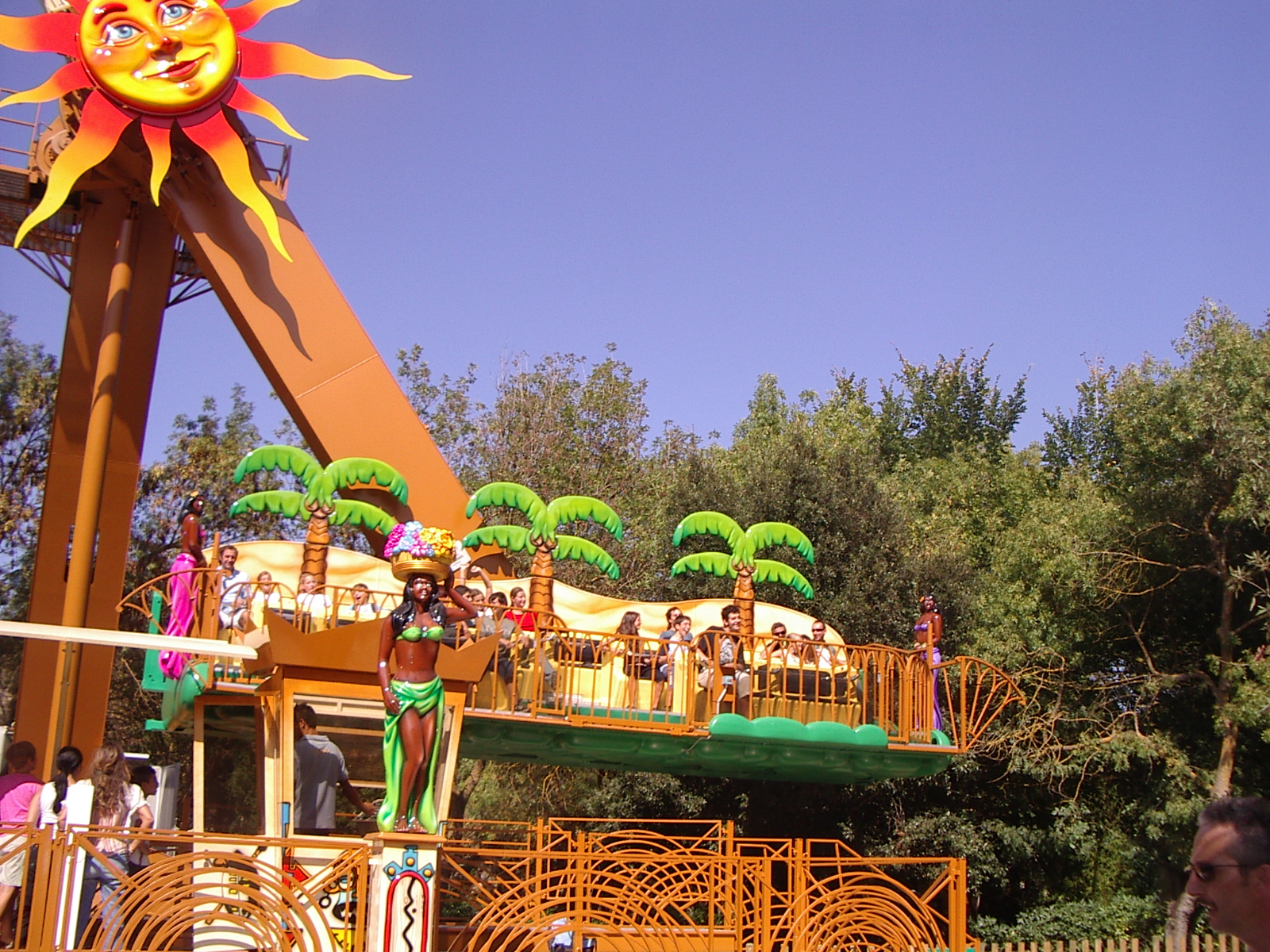
Jambore à Cavallino Matto

## Sites des constructeurs
- A.R.M. Rides
- Huss Rides
- Zamperla Rides